# Critical Security Studies
Les Critical Security Studies (« études critiques de sécurité », CSS), dont le nom se réfère aux différents avatars de la critical theory, désignent une perspective adoptée par certains auteurs des études de sécurité. Elles doivent beaucoup aux travaux de Robert Cox, l'un des leaders de la « nouvelle économie politique internationale », ainsi qu'à l'école de Francfort et au post-positivisme (en).
La perspective critique adoptée a été théorisée notamment dans l'article-manifeste de 2006, Critical Approaches to Security in Europe: A Networked Manifesto, signé par le collectif C.A.S.E. (Critical Approaches to Security in Europe).
Bien qu'il soit difficile de parler d'« école », ce courant se retrouve autour de l'idée que les individus peuvent changer l'ordre des relations internationales et la conception prédominante de la sécurité, tant au niveau de la politique étrangère que de la politique intérieure. On a ainsi pu souligner une certaine dette envers Gramsci.
Les CSS se sont structurées essentiellement en Europe bien que la théorie des relations internationales soit plutôt dominée par les centres de recherche américains. Trois « écoles » ont contribué à leur émergence: l'école de Copenhague, l'école d'Aberystwyth (en) et l'école de Paris. Alors que les deux premières travaillaient essentiellement sur les théories politiques et la théorie des relations internationales, l'école de Paris, forgée essentiellement autour de Didier Bigo (professeur à Sciences-Po) et de la revue Cultures et Conflits, s'intéressait également à la sociologie des migrations et à la politique intérieure.

## École de Copenhague
L'« école de Copenhague » a été structurée en particulier autour de Barry Buzan (en) (dès son People, States and Fear de 1983) et d'Ole Wæver (en), ou encore Jaap De Wilde (en), qui ont tous travaillé au Copenhagen Peace Research Institute (en) (COPRI), fusionné en 2003 au sein du Danish Institute for International Studies (en). Le COPRI était un institut de recherche créé en 1985 par le Parlement danois et qui avait comme mission de poursuivre des recherches sur la paix et la sécurité.
L'école de Copenhague est connue en particulier pour avoir développé le concept de sécuritisation, visant à problématiser les politiques sécuritaires en montrant le caractère performatif de celles-ci : certains thèmes sont traités en tant qu'enjeux de sécurité, requérant ainsi des réponses exceptionnelles, ce qui les font sortir du champ « politique ordinaire ».
Security: A New Framework for Analysis (en) (1997, coécrit par Barry Buzan et d'Ole Wæver) et, par les mêmes auteurs, Regions and Powers: The Structure of International Security (en) (2003) sont parmi les ouvrages les plus importants et synthétiques de cette école.
Le terme lui-même d'« école de Copenhague » a été forgé en 1996 par Bill McSweeney (en) (Université de Dublin), qui en est l'un des critiques principaux.

## École d'Aberystwyth
L'école d'Aberystwyth (en) (du nom de la ville galloise) est représentée en particulier par Ken Booth (en), qui insiste sur les thématiques liées à l'« émancipation », et Richard Wyn Jones (en). Contre une perspective centrée sur l'État, ces penseurs, inspirés par l'école de Francfort, se sont intéressés au rôle des individus dans le champ international.

## L'école de Paris
L'école de Paris est centrée autour de la revue Cultures et Conflits. Outre son directeur de publication, des personnes comme Jef Huysmans, Ayse Ceyhan, mais aussi Laurent Bonelli, etc., peuvent être considérées comme membres. Le nom d'« école de Paris » a été utilisé à l'origine par Ole Wæver (en). Contrairement aux deux premières écoles, centrées sur l'étude des relations internationales, l'école de Paris avait des objets d'études plus divers, allant de la criminologie (Bonelli) aux thématiques liées aux migrations.

## Revues phares
- Cultures et Conflits
- Security Dialogue (en) (proche du Copenhagen Peace Research Institute (en) et de l'école de Copenhague)

## Programmes de recherches
- ELISE (European Liberty and Security, 2002-2005) - 7 centres de 6 pays
- CHALLENGE (The Changing Landscape of European Liberty and Security, 2004-2009) - 23 centres
- COST Action 24 (The Evolving Social Construction of Threats, 2004-2008) - 23 membres, 13 pays

## Auteurs clés
- Didier Bigo
- Ken Booth (en)
- Barry Buzan (en)
- Keith Krause
- Ole Wæver (en)
- Michael Williams
- Richard Wyn Jones (en)
- Lene Hansen